# Витивилиа, Элен
Элен Витивилиа-Лен (фр. Hélène Vitivilia Leune Эле́н Виттириви́лья, фр. Hélène Vittiviglia, известна также под филологическим псевдонимом Лен Кандилли, англ. Lène Candilly; ум. 18 мая 1940, Витри-ле-Франсуа) — французская писательница первой половины XX века греческого происхождения, известная в начале века военная корреспондентка и медсестра Красного Креста.

## Молодость

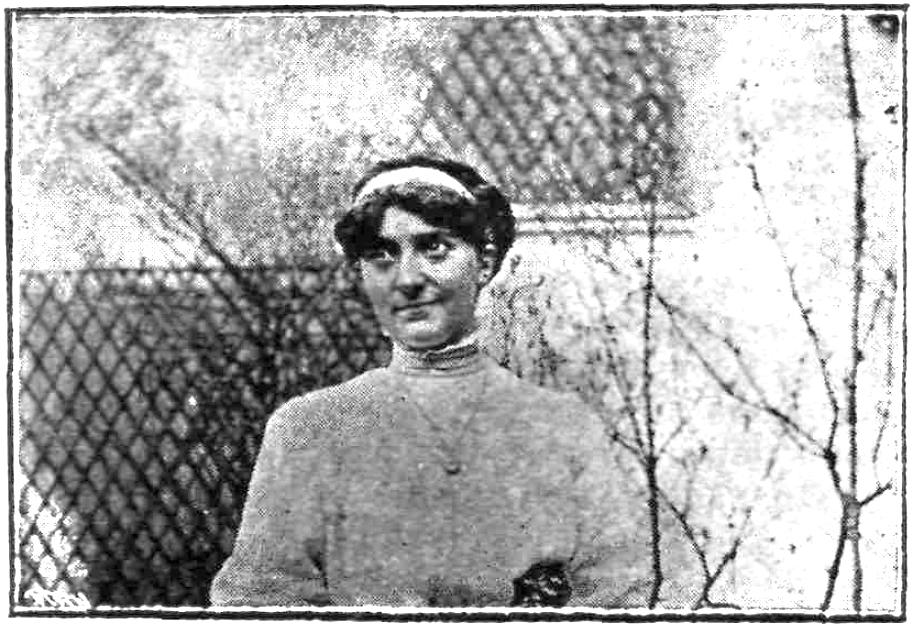
Hélène Vitivilia-Leune, фотография из греческого журнала Пинакотека, Афины, июль 1911 года

Не располагаем информацией о месте её рождения, но Элен Витивилиа была родом из коренных греческих жителей Константинополя
Училась истории в парижском Университете Сорбонны, который окончила в 1909 году. Здесь она познакомилась со своим будущим мужем Жаном Леном, который окончил тот же факультет в 1912 году
Жан Лен и Элен Витивилиа поженились 7 февраля 1911 года в Париже.
С молодости Элен была заядлой путешественницей.
В 1911 году она посетила Керасунд на черноморском побережье Малой Азии, который в те годы ещё сохранял своё коренное греческое население, которое составляло более половины из 35 тысяч жителей города.
Сразу затем она прибыла в Афины, где читала лекции в Филологическом обществе Парнасс о ксеномании.
В статьях и книгах этого периода её жизни она часто именуется как «госпожа Лен» (Mrs. Leune), «госпожа Эан Лен» (Mrs. Jean Leune) или «госпожа Элен Лен» (Mrs. Hélène Leune).

## Военная корреспондентка в период Балканских войн
В 1912 Элен Витивили-Лен последовала за своим мужем в Грецию, куда Жан Лен был командирован парижским еженедельным журналом L’Illustration для освещения Первой Балканской войны. Элен Витивили тоже была корреспонденткой этого журнала, а также корреспонденткой французской ежедневной газетыLe Figaro. Чета прибыла в Грецию в начале октября 1912 года (Юлианский календарь). Остановившись первоначально в Афинах, чета оставила греческую столицу 14 октября, чтобы следовать за наступающей греческой армией, которая последовательно заняла в Македонии города Козани, Верия и столицу Македонии, город Фессалоники.
После занятие Салоник, греческая армия начала переброску частей морем в Эпир для развёртывания там нового наступления. Вместе с частями греческой армии чета Лен прибыла прибыла в недавно освобождённый прибрежный город Превеза, чтобы следовать за наступающей армией Эпира
Они прибыли в Превезу 11 ноября 1912 года(по старому стилю).
Чета следовала за греческой армией в операциях фронта Эпира и многие их статьи и фотографии предоставляют живые свидетельства мужества, ужасов и невзгод войны, как с точки зрения бойцов так и гражданского населения.
В ходе попыток греческой армии занять столицу Эпира, город Яннина (зимой 1912-13 годов), Жан Лен и его жена находились на фронте, откуда он посылал свои военные репортажи во Францию, в то время как Элен предложила свои услуги в качестве медсестры Греческому Красному Кресту
Здесь они повстречали военного корреспондента французской газеты Le Temps Etienne Labranche и Константина Власто́са.
В период Первой Балканской войны Элен Витивилиа познакомилась и установила дружеские отношения с греческим премьер-министром Э. Венизелосом.

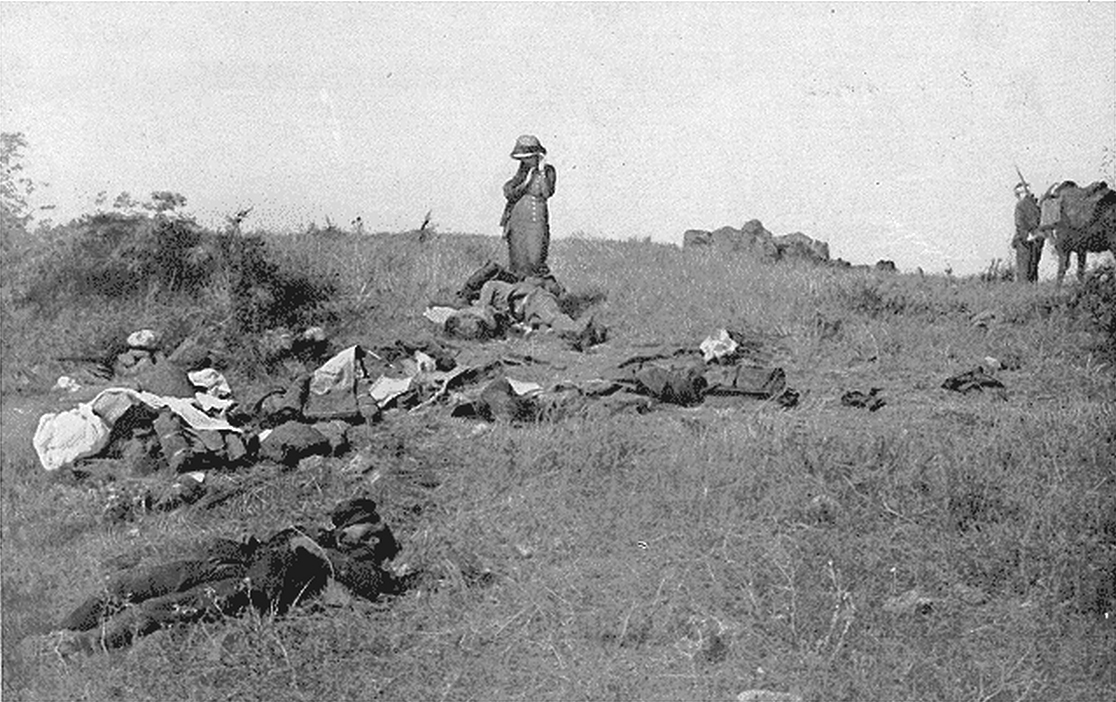
Hélène Leune, корреспондентка L’Illustration,
перед захоронением погибших греческих солдат на поле боя в Килкис — Лахана.
Фотография её мужа, Жана Лена (Jean Leune). Журнал L’Illustration, 2 августа 1913 года.

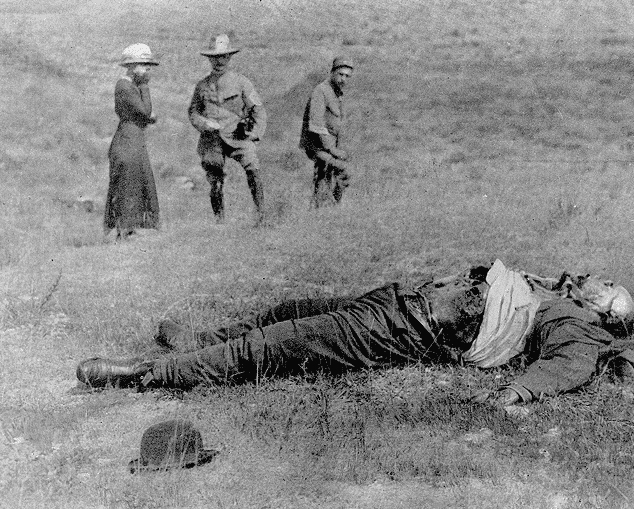
Hélène Leune и Georges Bourdon обнаружили тела семи знатных людей восточномакедонского города Серре, убитых отступающей болгарской армией. На первом плане труп Леонидаса Папавлоса, директора 1-й греческой гимназии Серр
Фотография Жана Лена (Jean Leune). Журнал L’Illustration, 2 августа 1913 года.

Завершив кампанию в Эпире, греческие части срочно перебрасывались морем снова в Македонию, для отражения нападения (бывшей союзной) болгарской армии.
Элен и её муж освещали для французского читателя как греческую победу при Килкис, так и зверства отступающей болгарской армии над греческим населением Македонии.

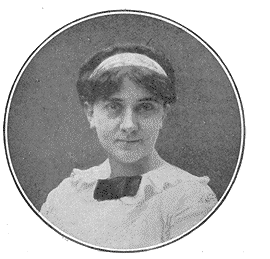
Hélène Vitivilia-Leune, фотография из L’Illustration, август 1913 года

## В период Первой мировой войны
В начальный период Первой мировой войны Элен Витивилиа служила медсестрой Красного Креста во Франции.
6 августа 1914 года она прибыла в Камбре, где служила в фронтовом госпитале по улице Léon-Gambetta.
В ходе наступления германской армии была взята в плен и оставалась в немецком плену в Камбре пять месяцев.
Позже, через Лилль и Ахен, прибыла в Швейцарию, откуда вернулась во Францию.
Пережитое вначале войны и в плену она описала в книге, которую опубликовала в 1915 году под названием «Записки медсестры Красного Креста»(Tels qu’ils sont. Notes d’une infirmière de la Croix-Rouge).
Впоследствии вновь последовала за своим мужем в Грецию, куда он был определён служить лётчиком.
Здесь Элен служила медсестрой в госпиталях Салоник и Мудроса на острове Лемнос.
В знак признания её службы в военных госпиталях в этот период, Элен была награждена французскими Военным крестом и медалью военной санитарной службы (Médaille des Épidémies)
Впоследствии была переведена во французскую миссию в Сербию, а затем снова в Фессалоники

## Семья
Единственная дочь Элен и Жана Лена, Ирини, родилась в Салониках в 1917 году.
Ирини Leune вышла замуж в 1942 году за французского лётчика и участника Сопротивления барона Альфреда Тесто-Ферри (Alfred Testot-Ferry) и впоследствии стала известна под именем Ирини Терре (Irène Terray).
Под этим именем она стала известна как одна из самых способных и удачливых женщин участниц автомобильных гонок 50-х годов, одержав победы и получив награды в гонках Льеж-Рим-Льеж и в Монте-Карло.
Элен развелась со своим мужем в начале 20-х годов, поскольку 3 ноября 1923 года Жан Лен женился на своей второй жене, Germaine Berthe Emilie Fougères.

## После Первой мировой войны
После окончания войны Элен Витивилиа вернулась во Францию и около двух лет работала секретаршей писателя Поля Бурже.
Свою писательскую деятельность в 20-е годы Элен Витивилиа продолжила используя филологический псевдоним Lène Candilly.
Под этим именем она подписывала свои статьи в французских газетах и журналах  L’Illustration, Le Figaro и Le Gaulois.
После своего развода она была известна как «Lène Candilly» и «H. de Candilly».
В 20-е годы она также была представительницей организации Альянс Франсез и в этом качестве участвовала в миссиях в Грецию, Турцию, Сербию и Румынию.
В феврале 1924 года она морем прибыла из румынской Констанцы в Константинополь и продолжила затем своё путешествие в Салоники и Пирей.
Представляя Альянс она выступала в Англии, Египте, Белграде, Бухаресте и в Афинах.
В мае 1927 года, в качестве корреспондентки газеты Ле Фигаро, Элен приняла участие в возрождении Дельфийских празднеств, инициированных поэтом Ангелосом Сикелианосом и его женой Евой Палмер. В Дельфах была свидетельницей первого представления Прометея прикованного.

## В период Второй мировой войны
Элен Витивилиа вновь служила медсестрой Красного Креста с началом Второй мировой войны, после того как Франция объявила 3 сентября 1939 года войну Германии, в ответ на немецкое вторжение в Польшу, в свою очередь вторгшись на запад Германии в Саар.
Элен была направлена на железнодорожный состав-госпиталь, где служила до 15 мая 1940 года, когда была переведена служить на хирургические автомобильные кареты скорой помощи в город Витри-ле-Франсуа.
Здесь, в ходе немецкого вторжения в Нидерланды и Францию, Элен Витивилиа погибла 18 мая 1940 года при бомбардировке города

## Работы

### Книги
- Dans les Balkans, 1912—1913: récits et visions de guerre / récits de Mme Hélène Leune et de MM. Gustave Cirilli, René Puaux; Gustave Babin, Georges Rémond, Capitaine de frégate Nel, Jean Leune, Alain de Penennrun Архивная копия от 24 октября 2019 на Wayback Machine, κεφάλαιο: Campagne d'Épire, σελ. 35-44, Παρίσι, 1913, έκδοση: M. Imhaus και R. Chapelot.
- Tels qu’ils sont. Notes d’une infirmière de la Croix-Rouge, Παρίσι, 1915, έκδοση: Larousse.

### Избранные статьи
- «La „Filleule“ de l’Armée Grecque: Notes de Victoire de Mme. Jean Leune», Архивная копия от 13 февраля 2020 на Wayback Machine L’Illustration, Παρίσι, No. 3675, 2 Αυγούστου 1913.
- «En Macédoine libérée (Carnet de route)», Архивная копия от 13 февраля 2020 на Wayback Machine La Nouvelle revue, Παρίσι, τόμ. 11, Νο. 41, 1 Ιανουαρίου 1914, σελ. 69-89.
- «L’Asie Mineure et l’Hellénisme», Архивная копия от 13 февраля 2020 на Wayback Machine Bulletin de la Société de géographie et d'études coloniales de Marseille, Μασσαλία, 1920, τόμ. 42, σελ. 66-69.
- «Souvenir de Voyage en Anatolie», Архивная копия от 13 февраля 2020 на Wayback Machine Revue politique et littéraire: Revue bleue, Παρίσι, 1922, No. 1, σελ. 245—248.
- «Impressions de voyage en Turquie et en Grèce», Архивная копия от 13 февраля 2020 на Wayback Machine Bulletin de la Société de géographie de Lille, Λιλ (Γαλλία), 1925, Απρίλιος-Ιούνιος, No. 2, σελ. 77-79.